# 261 до н. е.

## Події
- скінчилася Хремонідова війна
- єгипетський гарнізон із Мілета вибив ватажок загону найманців Тімарх, який встановив в місті свою тиранію.